# دیچی
دیچی (به صربی: Dići) یک منطقهٔ مسکونی در صربستان است که در ییگ واقع شده‌است.